# Perseus (Makedonien)

Tetradrachme, Basileos Perseos („Des Königs Perseus“)

Perseus (altgriechisch Περσεύς Perseús; * um 213/212 v. Chr.; † um 165 v. Chr. in Alba Fucens) aus der Dynastie der Antigoniden war der letzte König des antiken Makedonien. Der Staat, der aus den Diadochen-Kriegen um das Erbe Alexanders des Großen hervorgegangen war, kam infolge der Niederlage in der Schlacht von Pydna am 22. Juni 168 v. Chr. unter die Herrschaft der Römischen Republik.

## Leben und Herrschaft
Perseus bestieg 179 v. Chr. nach dem Tod seines Vaters, König Philipps V., den makedonischen Thron. Zwei Jahre davor hatte Philipp seinen romfreundlichen Sohn Demetrios hingerichtet. Dabei soll angeblich Perseus seine Hand im Spiel gehabt haben: Eifersüchtig auf Demetrios’ Erfolg als Gesandter in Rom, habe er den Vater überredet, seinen Bruder als potenziellen Usurpator vergiften zu lassen. In jedem Fall sahen die Römer, die Demetrios als Thronfolger favorisiert hatten, Perseus’ Herrschaftsantritt eher kritisch.
Als eine seiner ersten Amtshandlungen erneuerte Perseus dennoch den Vertrag mit Rom. Seine weiteren Taten jedoch beunruhigten die Römer, die keine Konsolidierung der antigonidischen Macht wünschten. Vor allem aber fürchteten hellenistische Staaten wie Pergamon einen Wiederaufstieg Makedoniens und warnten die Römer mit wachsendem Eifer vor Perseus. Seine Einmischung in die Angelegenheiten seiner Nachbarn, ein bewaffneter Auftritt in Delphi, die angebliche Nicht-Beachtung römischer Gesandter in Makedonien und seine dynastischen Eheschließungen bereiteten Rom Sorgen. Ob Perseus wirklich eine aggressive Politik verfolgte oder im Gegenteil versuchte, einen Konflikt mit Rom zu vermeiden, ist in der Forschung umstritten.
172 v. Chr. beschloss der römische Senat jedenfalls, Perseus militärisch auszuschalten, und bald darauf begann der Dritte Makedonisch-Römische Krieg. Nur zum Schein ließen sich römische Gesandte auf Verhandlungen mit dem König ein, der bald erkennen musste, dass der Konflikt unvermeidbar war. Die römischen Truppen waren den Makedonen dabei weit überlegen. Nach überraschenden anfänglichen Erfolgen der königlichen Truppen musste sich Perseus daher nach der blutigen Schlacht von Pydna 168 v. Chr. dem römischen Feldherrn Lucius Aemilius Paullus Macedonicus unterwerfen. Er wurde in Rom im Triumphzug mitgeführt und dann vermutlich in Alba Fucens inhaftiert. Das Königreich der Antigoniden wurde aufgelöst.
Perseus war mit Laodike, einer Tochter von König Seleukos IV., verheiratet. Ihr gemeinsamer Sohn Philipp teilte die Gefangenschaft des Vaters. Jahre später gab sich der Rebell Andriskos als Sohn von Perseus aus und erhob sich für kurze Zeit zum König. Sein gewaltsames Ende im 146 v. Chr. führte zur Einrichtung der römischen Provinz Macedonia.
Nach Mitteilung des Poseidonios soll Perseus die Rose in Griechenland eingeführt haben.